# هاري كورتني
هاري كورتني (بالإنجليزية: Harry Courtney)‏ هو لاعب كرة قاعدة أمريكي، ولد في 19 نوفمبر 1898، وتوفي في 11 ديسمبر 1954.

## وصلات خارجية
- هاري كورتني على موقعبيزبول رفرنس.كوم (الدوري الرئيسي) (الإنجليزية)